# Olle Henry
Olle Henry ist ein Spielfilm der DEFA von Ulrich Weiß aus dem Jahr 1983.

## Handlung
Henry Wolters, ein ehemaliger Profiboxer, dessen Karriere durch den Zweiten Weltkrieg zerstört wurde, wartet gemeinsam mit sehr vielen Leuten, die sich auf Hamsterfahrt befinden, auf das Eintreffen eines Zuges. Hier in der Wartehalle des Bahnhofs kann man schon erkennen, dass eine Zigarette, in dieser Zeit kurz nach dem Krieg, die wichtigste Währung darstellt. Als der Zug in den Bahnhof einfährt und alle mit dem Zug mitfahren wollten, kann sich Henry nur mit Hilfe einer halben Schachtel Zigaretten einen Platz auf den Puffern zwischen zwei Waggons erkaufen. Während der Fahrt fällt er, wohl nicht ganz von allein, vom Zug. Das ist der Moment, wo er auf das Animiermädchen Xenia trifft, die in der Nähe einen ausrangierten Eisenbahnwaggon als ihre Heimstatt bezogen hat und ihn aufnimmt.
Für den heruntergekommenen und hoffnungslosen Henry ist es anscheinend die erste Bleibe, die er seit langer Zeit hatte, denn er muss erst einmal mehrere Tage ausschlafen. Xenia sorgt mütterlich für ihn und als er wach wird, bekommt er genug zu essen. Für sie ist es wichtig, einen Mann bei sich zu haben, der sie vor den unwillkommenen Übergriffen aufdringlicher Männer retten kann. Als sie herausbekommt, dass er ein ehemaliger Boxer war, ist sie überzeugt, dass er ein Comeback erleben kann und nutzt alle ihre Beziehungen, ihn wieder im Boxgeschäft unterzubringen. Auch in Henry keimt neue Hoffnung auf, denn er will sich nicht von der Frau aushalten lassen, in die er sich verliebt hat.
Beim ersten Versuch wird er als Rummelboxer eingestellt, bei dem die Wettkämpfe abgesprochen werden und das Ergebnis vorher schon feststeht. Das widerstrebt ihm und sie suchen weiter nach einem richtigen Boxstall. Der wird auch gefunden und Henry dort wieder sportlich aufgebaut. Für den gewichtsmäßigen Aufbau sorgt weiterhin Xenia. Doch Henry ist nicht mehr der Jüngste und Schnellste. Bei seinem ersten offiziellen Wettkampf schlägt er zwar seinen Gegner in der ersten Runde zu Boden, der Gewinn des Kampfes kann aber durch das (vorzeitige) Ertönen des Gongs nicht anerkannt werden. So geht der Kampf weiter und Henry muss in den nächsten Runden eine fürchterliche Niederlage einstecken, die ihn ins Koma versetzt.
Nach seiner Entlassung aus dem Krankenhaus wird er in der Nachtbar, in der Xenia arbeitete, mit einem kleinen Empfang wieder begrüßt. Es ist zu erkennen, dass er für die weitere Zukunft seines Lebens behindert sein wird. Doch Xenia lässt ihn nicht fallen, wenn auch das nächste Problem bereits ansteht: Ihre Bleibe, der ausrangierte Eisenbahnwaggon, wird abtransportiert.

## Produktion
Für das Szenarium war Dieter Schubert verantwortlich und die Dramaturgie lag in den Händen von Gabriele Herzog. Kerstin Sanders war die Synchronstimme von Anikó Sáfár (Xenia). Die Außenaufnahmen für den im Film vorkommenden Rummel entstanden in Berlin-Mitte auf dem Innenhof des späteren Kunsthauses Tacheles.
Das DEFA-Studio für Spielfilme (Künstlerische Arbeitsgruppe „Johannisthal“) drehte Olle Henry auf ORWO-Color. Seine Premiere im Kino hatte der Film am 24. November 1983 im Berliner Kino International und die Fernsehpremiere fand am 3. November 1985 im 1. Programm des Fernsehens der DDR statt.

## Kritik
Horst Knietzsch hatte im Neuen Deutschland den Eindruck, dass die Zuschauer eine kühle Teilnahmslosigkeit verströmten. Die Wortlosigkeit auf dem Weg zum Ausgang hatte vielleicht ein wenig mit Ratlosigkeit zu tun, denn ergriffenes Schweigen war es wohl nicht.
Helmut Ullrich stellte in der Neuen Zeit fest, dass es nicht das ganze Bild jener Zeit sein konnte, das hier gezeigt wurde. Es sollte nur ein Ausschnitt davon sein, mehr nicht und nicht weniger, doch was er traf, gehörte auch dazu. Der Film stellte heraus, was Krieg bedeutet, indem er zeigte, welches Erbe ein Krieg hinterlässt und wie schwer es ist, danach den Frieden wiederzuerobern.
Für das Lexikon des internationalen Films ist dieser Film eine stilvoll inszenierte, metaphernreiche Liebesgeschichte, die sich als Parabel auf Gewalt und Moral versteht.

## Auszeichnungen
- 1985: Filmfestival Max Ophüls Preis: Spezialpreis des Saarbrücker Oberbürgermeisters Oskar Lafontaine[4]